# IC 4865
IC 4865 ist ein Doppelstern im Sternbild Teleskop. Das Objekt wurde am 11. November 1897 von Robert Innes entdeckt.